# Leucothrips furcatus
Leucothrips furcatus är en insektsart som beskrevs av Ian A. Hood 1931. Leucothrips furcatus ingår i släktet Leucothrips och familjen smaltripsar. Inga underarter finns listade i Catalogue of Life.